# ガチンコ!
『ガチンコ!』は、TBS系列で1999年（平成11年）4月13日から2003年（平成15年）7月29日まで放送されたバラエティ番組、リアリティ番組である。

## 概要
1999年の春改編で『うたばん』が木曜夜8時枠に移動し、木曜夜8時の毎日放送制作枠が水曜夜7時枠に移動したことを受け、それらの枠と入れ替わる形で放送を開始した。
番組開始当初はTOKIOのメンバーが司会となり、様々な社会問題に体当たりし、「世の中のためになろう」というコンセプトで色々な職人やプロを養成するという企画を行っていた。主に不良少年を集めてプロボクサーをスパルタ風に育成するという建前の「ガチンコ・ファイトクラブ」が始まった2000年から番組の方向性が固まり、垂木勉（番組開始当初から担当していた）のナレーションによる「と、その時!」や「一体どうなってしまうのか!?」などの独特の言い回しやテロップの数々、参加者の不良達による罵声やつかみ合いが頻繁に始まり、すぐに乱闘騒ぎへと発展する描写が視聴者に受け、真剣勝負を意味する相撲界の隠語である「ガチンコ」という言葉が広く知れ渡るようになった。特に2000年前半は、裏番組の『人気者でいこう!』（ABCテレビ制作 テレビ朝日系）のコア企画の芸能人格付けチェックが週一コーナーとなり、人気を呼び、互角な戦いを繰り広げた。
放送当時は高視聴率を記録し続けて人気番組となった反面、やや過激な場面が度々見られ、それらに対して苦情が寄せられたり、出演者の品の無い態度や言葉遣いなどから低俗番組と批判されることも多かった。また、出演者の口調は拙い物であることが多く、過激な演出と相まって真実に見せかけた虚構の内容の多い「やらせ番組」として広く認識されることになった。「ファイトクラブ」「ラーメン道」など人気コーナーはシリーズ・派生化されることもあった。スタッフが『学校へ行こう!』と一部共通であり、ドッキリ企画や末期の旅企画など企画の流用もあった。
深夜番組では一般的だった番組ロゴの常時表示をはじめてゴールデンタイムに取り入れたのもこの番組である（番組ロゴの表示位置は画面左上）。
なお、当番組のBGMの大半がヘヴィメタルばかりだったためか、ヘヴィメタル専門誌『BURRN!』の編集長である広瀬和生のインタビューによれば「マニア向けの楽曲ばかり流れる、良くも悪くもとんでもない番組だ」と評されたこともあった。劇中BGMは、番組の公式ウェブサイトで毎回楽曲リストを掲載していた。BGMの中にはTOKIOに楽曲を提供したことのある清水昭男が在籍しているANTHEMが2000年にリリースしたリメイクアルバムHEAVY METAL ANTHEMから数曲流れた事もある。

## 出演者
- TOKIO（メインパーソナリティー）

途中からはほぼ城島茂・国分太一・山口達也のみの出演となる。これは、松岡昌宏、長瀬智也の2人がいずれも同時期にドラマの出演が重なっており、本番組の出演スケジュールの確保が極めて困難だったためである。
- 高田純次

番組初期から出演。主に「ガチンコ晩餐会」「ガチンコモザイクLOVERS」「ガチンコバリバリ伝説」に出演していた。途中降板。
- さとう珠緒

番組初期から半年間出演した後、降板。

## 主なコーナー・企画

### バラエティ系
一日一善隊
視聴者の悩み事を解決させるコーナー。タイトル通り、基本的に丸一日以内に完結する内容の、単発企画。漫画家の江川達也が出演していた漫画家志望者（実際はデビュー済みの成年漫画家で、ロケ直前まで内容を聞かされず、やらせ演技を強要された）にアシスタント体験及びアドバイスする企画は、このコーナーの一つ。
お水の鉄人
キャバ嬢2人が対決を行うコーナー。3週勝ち抜けば「お水の鉄人」となるが、2週勝ち抜いた挑戦者が鉄人を賭けた対決に敗れ、さらに鉄人を阻止した挑戦者も別の参加者に敗れ、このコーナーは終了した。
献血キャンペーン
初期の企画。城島・長瀬・さとう珠緒・輪島功一・江頭2:50らが献血の大切さを訴えるコーナー。
包丁道（講師：平野寿将）
初の料理系の企画。優勝者には京懐石の料理店「下鴨茶寮」への入店が認められる。講師の平野以外に、日本料理界の第一人者である小倉久米雄、「下鴨茶寮」の料理長が審査員として参加した。
だが、準決勝の審査中に参加者の1人が倒れ、病院に運ばれるトラブルが発生した。その審査は中断し、再度再戦することを決めたが結局、本人の意思で辞退することになった。
講師陣はあくまで参加者の料理・技術・技量に対してのみ批評のみを行い、参加者の人格を罵倒する等は一切行わない・駄目な料理には酷評する一方で、しっかりとした料理には高評価を与える・参加者のやる気、熱意を認めるなど大人の対応をし、参加者もそれらの批評に対して反抗する素振りを一切見せなかったことから同じ料理系企画でも後のラーメン道に見られるような講師や参加者同士の衝突等は一切無かった。
このため、やらせの企画が多かった当番組で数少ない「ガチンコ」の企画であったと言えるものの、故に盛り上がりに欠けたことから、その後番組側では講師の人選や参加者の仕込みを露骨に行うことになる。
火の玉イレブン（コーチ：松木安太郎）
サッカー選手を育成する企画というよりもギャグ的要素の多いコーナー。
出演した選手に「国体」「熱血」「バイト」「モヤシ」「ちゃんこ」などといったニックネームをつけるなど松木らしさが随所に表れていた。totoカップ東日本大会準優勝。国分は当時totoのイメージキャラクターだった。
ダイエット学院、ダイエット学院・レディース（講師：田中良）
ダイエット学院シリーズは当初肥満体だった山口の体質改善を目的としたコーナーだったが、のち「レディース」と銘打ち女性向けに変更された。田中の毒舌、罵倒ぶりに批判は集まったが、ダイエットというプロスポーツなどに比べて真剣度の低い企画であったため、あまり問題視されなかった。
玉の輿学院・芸能人玉の輿学院
公募された女性（実際には売れないタレントの仕込みが大半であった。）を対象とし、所謂富裕層や芸能人との合コンやゲームをブッキングするコーナー。誕生したカップルは一組もなかった。元ミスコンや素人名義で参加したタレントなどの他には、いちご姫やきこうでんみさといったアキバ系電波アイドルも混じっていた。
ドッキリクラブ
芸能人をドッキリにはめる企画。いつもここから、ダンディ坂野、山田花子、中川家、やるせなすの石井康太など、多彩な人物を罠にかけた。一方で、ドッキリの仕掛け人として呼び出され、本当はその人をターゲットとする逆ドッキリも行われた。そして、ドッキリをメインとしたスペシャルも放送され、DonDokoDonの山口智充や山咲トオルなどがターゲットになった。元々は2002年10月1日に特番「TOKIO!史上最大ドッキリウォーズ〜エピソードI〜」として放送されたものが、2003年4月1日放送の第2弾が「ガチンコ!史上最強のドッキリウォーズII!!桜満開バカ全開SP」となり、その後「ドッキリクラブ」としてレギュラーのコーナーになったものである。
モザイクLOVERS
2回で終了。第一回目は風俗で働く女性。付き合っている彼氏にその事を伝えられずに居た。城島が仲介に入り彼氏に伝えるが彼氏は｢これからの付き合い方を考えたい｣と伝え、結局その後はどうなったか不明。
日本一モテない男
テーマ曲として、TOKIOの「Neighbor」が使われた。真面目に恋愛を成就させるよりも男性参加者を笑い者、晒し者にするいじめ、ギャグ的要素が主であったため、結局カップルは誕生しなかった。コウメ太夫が本名の赤井貴で出演、全身赤で統一されたファッションで「レッド」と呼ばれていた。このコーナー中に、国分がモテない男の条件の一つに恋愛シミュレーションゲーム『ときめきメモリアル』プレイしている男性らを侮辱した発言をし、ゲームファンから大きく反感を買った。
晩餐会
カップルがレストランで食事をしながら本音を打ち明けるコーナー。特別編として「バトルロワイヤル」（この企画で関係がこじれたカップルに相手を考え直すための企画）、「突入せよ」があった（だまされている男の救済のための企画であった）。出演者による公序良俗に反する発言がBPOで問題になった。
鉄人トラベル（1/10、食いだおれスペシャル）
道行く人に所持金をたずね、その1/10の金額をもらって（金額は番組から支給される）目的地まで移動する。もらった金額は次の移動までに使いきらなければならない。後に移動手段をタクシーのみとするルールが加えられた。食いだおれスペシャルでは飲食店で料理を1人前ずつ食べ、その代金と同じ額の金額で移動する（チャレンジャーはできるだけ高く、量の少ないものを選ぶことが重要であった）。しかしやらせ発覚により、ドキュメント系企画が続行出来なくなったことから開始したつなぎ企画であったため、結局打ち切りまで続けざるを得なかった。
TOKIOオヤジNo.1決定戦
TOKIOの体質改善（体力測定・肌年齢の検診）を目的としたコーナー。

### ドキュメント系

#### メイン企画
ファイトクラブシリーズ（コーチ：竹原慎二）
全コーナー中、最多の5シーズンに渡って放映されたため、本番組を象徴する企画となった。血気盛んな不良達をボクシングプロテストの合格までをサポートし、実際に数人のプロボクサーを誕生させた（プロテストに合格したクラブ生の試合が、前座ではあったが番組中に放送された）。収録のロケ地とボクシングのトレーニングは、基本的に沖ボクシングジムで行っていた（同ジムは2004年に閉鎖）。企画タイトル名の由来は開始当時に公開されていたブラッド・ピットの主演映画『ファイト・クラブ』から。
各シリーズの初回は、国分・長瀬のどちらか一方（第2シリーズは国分、第3・4シリーズは長瀬）がスタッフと方針について会議をしているときに、もう一方がチアリーダーとともに現れオープニングのコールをする。あらすじで起用されていたBGMはアンスラックスの『King Size』。
しかし、放送期間中に3期生のA、5期生のTが傷害事件に関与していたとして逮捕され、番組を降板した。この時、4期生のTも番組途中で何の説明もなく脱退した（Tは脱退後、週刊誌に番組のやらせがあったことを告白。後に2006年に詐欺罪、2008年に恐喝罪で逮捕されている）。
番組終了後にも5期生のKが2005年に車内から散水車に向けてエアガンを撃ったとする器物損壊の容疑で逮捕・起訴された。更にKは2015年5月にも犯人蔵匿罪により、またしても逮捕・起訴された。
2010年4月には、3期生のKが飲食店従業員を殴打したとする傷害容疑 で、更に2014年6月24日にも詐欺容疑で逮捕・起訴されている。2019年には、5期生のIが副業に失敗して後に脱税の容疑で逮捕された。
特別コーチとして、畑山隆則（全シリーズ）、辰吉丈一郎（第3シリーズ以外）、戎岡彰（第4シリーズのみ）、佐藤修、大嶋宏成（何れも第5シリーズのみ）が参加し、坂本博之も第3シリーズに出演したことがある。他にも第3シリーズでは候補生と直接の絡みは無かったが、オークラボクシングジム所属の練習生との練習試合のため、会長である西城正三が沖ジムに来訪した。
漫才道（講師：オール巨人）
芸人養成企画。「やらせを絶対にしない、演出も極力控えること」を条件にオール巨人が講師を引き受けた。後に有名になった山里亮太（後に南海キャンディーズとして活動）、ナイツ、レギュラー、天津、ザ・プラン9のヤナギブソンが同期の藪田真宏とお笑いコンビ「君と僕」でお笑いコンビ「烏龍パーク」や当時は別の相方とコンビを組んでいた又吉直樹なども参加していた。
最初に、このコーナーに参加するにあたってオール巨人より、「一番になったコンビ以外は漫才の世界から足を洗うように」という言葉があったが、このコーナー終了後もレギュラーや天津などは芸人を辞めることなく活動を続け、年に違いはあったが数年後にブレイクしてその後も活動を継続している。
1度目の収録で巨人が芸人達が集まる会場に登場した際、ほとんどの芸人が立って挨拶をしたが2組(いずれもコンビを組んでオーディションに参加したため、人数としては4人)は席を立たず座ったまま挨拶もしくはお辞儀すらしなかった。そのコンビに巨人が「何故立って挨拶しなかったのか？」と指摘。1組は謝罪したがもう1組は反抗的な態度を取ったため、2組とも会場から出ていくように命じた。さらに巨人は悪態を取った芸人に対して「弟子やったらな、もうパンパンやな」と発言し、怒りを露わにした。しかしその後、2回目の収録にて巨人が、「ある番組を見ていた際に1度目の収録に出演していた態度の悪い芸人が出演しており、その番組では真面目な好青年であった」と説明する様子が放送された。巨人は、番組側が芸人に仕込んだやらせであると確信して、2回目の収録直前に番組スタッフに問い詰める事態となった。本人はこれを機に番組を降板したかったが、1度目の収録・放送が行われた以上そういうわけにもいかず、今後は自分の好きにさせて貰い、やらせを絶対にしないことを条件にその後も講師を続けた。しかし、実際にはその後も番組側が初回の収録や他の企画ほど露骨ではなかったものの、巨人に気付かれない範囲でやらせを行い、巨人自身もなんばグランド花月での撮影で後輩芸人にビンタをするなどの仕込みを要求され、スタッフに激怒することがあった。そのため、番組スタッフは露骨なやらせ・仕込みを行えなかったことから「テレビ的な盛り上がりに欠けてしまう」と判断した。参加芸人に対し、露骨な嫌味・当てつけを行っていた（後程）。
大検ハイスクール（講師：大和龍門）
短期間で大学入学資格検定の合格を目指す不良などの問題児を取り上げた企画である。全寮制で大和が講師（生活指導）として抜擢された他、複数の塾講師も招かれた。勉学に励む内容であったが、番組内でクローズアップしたのは、生徒間の問題や大和との衝突が殆どである。が、最終的には全員不合格という結果で幕を下ろした。
大検に出演したNが「やればできる」、「やっても無駄だということは絶対にない」などの言葉を残している。内気な性格から寮生Sにいじめられた後、寮を脱走し自宅に引篭もってしまったこともあったが大和が強制的に連れ戻し、Nは最後までこの予備校に通い続けた。番組の最終回スペシャルで出演し、中学・高校時代のいじめの経験等を語り「夢は新聞配達をしながら記者になることです」と決意表明をした。
BE-BOP予備校（講師：大和龍門）
大検ハイスクールと同じ、短期間で大学合格を目指す不良などの問題児を取り上げた企画である。大検ハイスクールと同様、複数の塾講師や学習指導者も招かれたものの番組内でクローズアップしたのは生徒間の問題や大和との衝突が殆どである。最終的には、3人の大学合格者を出した。
大和の「全員志望校1本だよ！ 滑り止めなし!!」の方針に不服を訴えた2人を除く多くのメンバーが離脱した。最終回には全員集合したが、ほぼ全員が志望校1校しか受験しなかった。なお、残った2人のうち塾生Wは大学に合格し、もう1人の塾生Kも中卒であったため、模擬試験という形ではあったものの合格している。2008年10月30日、塾生として出演していたMが、振り込め詐欺の罪で逮捕された（Mは逮捕後も容疑を否認している）。
大和が「宇宙の果てまで追いかける!!」と離脱・脱走を許さない方針を示していたが、途中で2人が離脱し最終的には13人から11人になっていた。
大和の行為が教育上不適切という理由でPTAから抗議が殺到した。その後に「大和龍門大苦情SP」という、不良と大人、大学生達が大和を批判する企画が行われた（後程）。
大和の「お前らホームラン級の馬鹿だな！」「『いただきます』が言えなかったからよ、メシ喰うな!!」といった独特の発言が特徴だった。企画の最後は、大和が「どいつもこいつも馬鹿ばかり」と唄いながら締めた。
企画タイトル名の由来は漫画『ビー・バップ・ハイスクール』。
女子プロ学院（コーチ：神取忍、特別コーチ：風間ルミ）
3ヶ月で女子プロレスデビューを目指すコーナー。LLPWでプロレスデビューできるのは優勝者のみと説明されていた。33人から最終的に5人が残り、神取との10分1本勝負の試合形式のスパーリングで最終選考が行われ、唯一の既婚者だった大畠春美が合格した。なお、大畠は2001年にデビューしたものの、契約違反にあたる行為を再三繰り返したため、同年11月にLLPWとの契約を解除されている。この事態を重く見たLLPWは、「事前連絡もなくイベントに不参加する事態が続き、各関係者の方々にこれ以上のご迷惑をおかけする事はできないという理由から、やむなく契約解除に至りました。」と発表している。その後、本来ならデビューできないはずの落選者の一人である桑田真理が練習生を経てLLPWでデビューしているが、それについては何の説明もされていない（桑田は2004年に引退）。あらすじで起用されていたBGMはSquealerの『End of the world』。
ラーメン道シリーズ（講師：佐野実）
志望者の中からラーメン店主を育成するコーナー。3人の合格者を輩出し、第1シリーズは渋谷、第3シリーズはラ チッタデッラにラーメン店を開店、第2シリーズでは佐野の「支那そばや」の暖簾分けをした。講師の佐野以外に特別講師として、大阪府門真市のたこ焼きチェーン「ひっぱりだこ」の社長である揚野雅史（第3シリーズのみ）が参加した。
第3シリーズでは椅子に座ったままスタッフ二人に担がれた3期生の藤井英次が、「神輿やないねんから！」や、佐野にしがみつきながら「オレはラーメンに胡椒はかけませんけど、命は懸けられるんです！」と発したやりとりや、何を思ったのか冷水を体に浴びせるなどの奇行をした。なお、藤井は現在、滋賀県大津市で「支那そば 天下ご麺」を経営している(毎日放送制作の「水野真紀の魔法のレストランR」で当時の映像と共に紹介された)。さらに、第2シリーズでも2期生の今泉真一郎（後にラーメン道IIの優勝者）が「犬です」、「今までの私（過去）は死んだんです」など佐野を極端に尊敬する台詞を発した。第2シリーズの1回目で、オーディション前に弟子（本コーナーの塾生ではない。）が経営していた店（暖簾分けした別の「支那そばや」）を訪問した際、山口・国分と塾生候補者達が見ている前で弟子を厨房裏で説教する様子が放送された。

#### その他の企画
ビジネス学院
最初のドキュメント（学院もの）企画。定職に就かず、働こうとしなかった人たちを立派な社会人として就職させる企画。いわゆる不良の仕込みはこの企画開始当時からあったが講師がしっかりした大人であったため、さほど盛り上がらなかった。この反省から番組は、その分野の実績よりもインパクト重視の講師の人選をすることとなる。
女優学院（監督：井筒和幸）
映画女優を育成する企画。アイドル学院同様、既に女優として活動している無名女優も素人と偽って参加させられていた。納得のいかない演技に対して容赦ない罵声を浴びせる井筒のキャラクターは当時大きな話題となり、後にコメンテーターなどで起用される。
アイドル学院（講師：森岡利行）
文字通りのアイドル育成企画。歌の指導を笠木新一が、ダンス・振付の指導を小野恵子が担当した。オーディションは真ん中に円形のステージがある部屋に行き、100人程度の男性の前で何かをする（何をするかの指定はない、自己紹介なし）形だった。優勝者は1日だけ日本武道館でアイドルとして活動できる。
歌の指導を担当した笠木が、学院生のあまりのレベルの低さに「もう降りる!!」と激怒したが、学院生が必死に練習したため降板は食い止められたという筋書き。
バリバリ伝説（コーチ：藤本泰東）
鈴鹿8耐を目標にバイクレーサーを育てる企画。初回放送ではコーチの藤本は登場せず、オーディション会場にて特攻服を着た一部の候補生（番組では元暴走族と紹介された）が横柄な口調と態度で企画説明をしていた城島・山口を威嚇し、対立する様子が見られた。
企画タイトル名の由来は漫画『バリバリ伝説』。
男どアホウ大リーグ（コーチ：池田豪）
メジャーリーガーの育成企画。初回放送で候補者の目の前で池田が、「日本球界の落ちこぼれ」と罵倒してスタートした。その後も甲子園優勝経験のある候補者に対して、「メジャーリーグの試合見たことある？」と挑発し、140km/hのストレートを投げる投手にも「140km/h、打ちごろ」と厳しい罵倒を繰り返した。最も有力視された候補生でさえ、最終的には現地のアカデミー止まりに終わった。候補生が、プロ野球OBの川口和久、駒田徳広と対決する審査があった他、特別コーチとして当時現役メジャーリーガーの吉井理人が参加したことがあった。結果はマイナー契約も含めて誰一人メジャーリーグの球団との契約を取れなかったが、高校中退の17歳の青年がフロリダ・マーリンズの練習生として呼ばれた（その後の消息については不明である）。
企画タイトル名の由来は漫画『男どアホウ甲子園』。

### トークバトル系
トーククラブ（出演者：神取忍、佐野実、オール巨人、大和龍門、竹原慎二）
『ファイトTV24・やればできるさ!』内の企画で、当番組の名物講師陣達が会場に集められた若者達（ほとんどが暴走族風、チーマー風の参加者であった）と討論とは名ばかりの罵詈雑言・口喧嘩合戦を繰り広げた。生放送であったが、放送禁止用語も何度か飛び交った。しかしその後、何の謝罪も無かった。その後の第2弾が「ガチンコ!全面抗争SP」でも放送された（第2弾ではオール巨人のみ不参加。変わってTOKIOからの主張も発表された）。不良達の他にオブザーバーとして良識派の大人達30名も参加となった。講師陣が会場に入場した際には良識派の大人達30名以外の参加者が興奮のあまり暴徒化し、収録が一時中断するという事態が見られた。
各講師による主張は以下の通り。
- 第1弾「討論テーマ:今の若者への怒り」
  - 神取 「お前ら！もっと挑戦しろ!!」
  - 佐野 「お前ら！あきらめが早い!!」
  - オール巨人 「礼儀作法を身につけなさい!!」
  - 大和 「お前ら！サムライじゃねぇ!!」
  - 竹原 「仕事にプライドを持て!!」
- 第2弾（全面抗争SP）
  - 大和 「お前ら腹切れるのか!?」
  - 神取 「お前ら粋がってんじゃねぇ!!」
  - 佐野 「おいお前ら！甘ったれんじゃねえ!!」
  - 竹原 「お前らいつまでも群れてんじゃねぇ!!」
  - TOKIO（城島・山口・長瀬） 「やればできるさ!!」

大和龍門大苦情（出演者：大和龍門）
「大検ハイスクール」「BE-BOP予備校」での大和の発言・行動が教育上不適切として、不良達と反大和派（大人と大学生達）がそれを糾弾する討論会として2週にわたり放送された。討論では時折、大和の発言や行動に関する話題から外れて反大和派と不良達との激しいいがみ合いが見られた。

### 頓挫された企画
結婚式、サーフィン、ストリートダンス
次週予告の終わりで参加者を募集していたが、誰も集らなかったのか結局一度も放送されなかった。

## やらせ発覚
「ファイトクラブ」で取材先の責任者である竹原の腰に、“台本らしきもの”が挟まれていたという写真が週刊誌に掲載されるなど、当時から「やらせ番組」と言われることが多かった。そして2002年7月、写真週刊誌『FLASH』にこの番組で使われていた台本がそっくりそのまま掲載された。数々の物的証拠があがり、各コーナーで一般公募とされていた素人のはずの出演者が他のバラエティ番組にも出演していた事などから、多くの視聴者から典型的なやらせ番組と認識されることとなった。また番組終了後に、かつて『ガチンコ!』に出演していた人の何人かが、「台本はあった」「特定の役をやらされた」などと週刊誌 でやらせがあったことの証言や出演者の著書などで暴露されている。その結果、最終回においてスタジオの白いパネルに「ガチンコ!は一部ヤラセがありました。」と書かれていた、などという都市伝説が広がるまでに至った。

### 主にやらせと指摘された内容
ドキュメント企画全体
- TOKIOと番組スタッフが訪問した時に、講師やTOKIOと塾生、または塾生同士のいがみ合いなどといった何かしらのトラブルが必ず起こっている。
- TOKIOと各企画の講師とスタッフとカメラマンが合宿等の部屋に潜入する際に、既にカメラクルー等が部屋に入っていた。その為、そこにいる出演者に何らかの指示を与えているのではないかとネット上で疑問を呈するコメントがあった。

ファイトクラブシリーズ
- どんなに興奮してもTOKIOメンバーや番組スタッフにはほとんど手は出さない（ただし、威嚇をしていたことはある）[注 8]。その為、竹原などコーチや候補生との乱闘が起こることに対して同じ場所にいる国分・長瀬との乱闘は起きていない。撮影しているカメラマンやスタッフ等にも手を出していない[注 9]。
- コーチである竹原や特別コーチとして出演した畑山に対してはしばしば乱闘を起こしたり、悪態を突いていた候補生だったが畑山と同じく特別コーチとして出演した辰吉、坂本（第3シーズンのみ登場）に対してはそういった態度を取らず、乱闘を起こすこともなかった[注 10]。また、「I」と「IV」で他ジムで練習をすることがあったが、そのジムの練習生やプロボクサーに対しても乱闘を起こすことはなかった。
- 「II」の序盤にて、竹原が「ボクシング経験者であっても、ファイトクラブに入ったからには基礎からやる」と発言した際、ボクシング経験者である二期生の一人が「自分は経験者だから、一期生と同じトレーニングメニューでやる」と反発。これに対し竹原は「一期生の網野に勝ったら聞いてやる」と約束したが、二期生は網野泰寛のスパーリングに勝利。しかしその翌日、竹原は当初と同じく「基礎からやる」と主張。これに対して何故か同じく二期生であった藤野大作が反発し、竹原に詰め寄る様子が見られた。本来ならば網野とのスパーリングに勝利した二期生が反発するのが普通だが、スパーリングをしなかった藤野が反発するのは明らかに不自然な光景である。
- 「II」で二期生のMが合宿中に脱走したことをめぐり、国分・長瀬が脱走に対して黙認していた二期生の藤野を責め、一期生の網野もこれに加担したが、竹原が藤野の意見を支持し網野だけを叱責した一方、先に言い出したはずの国分に対しては何も言わなかった（しかし、『大検ハイスクール』では受験時期を延期すべきかどうかを巡り衝突した塾生同士を諌めた城島が、「確実に11月受けた方がいいって言うのもそれもありやと思うわ!」という旨の発言をしたところ、大和から「ここは俺、8月だと思うんですよ」と反論を受けている[注 11])。
- 「II」では、番組内で二期生の藤野と畑山がスパーリングを行う事となった際、予告編の映像では当時の現役世界チャンピオンだった畑山が情け容赦ないパンチで素人同然の藤野を何発も殴打するシーンが写ったが、次の回の放映ではその模様は放送されず、スパーリングの内容も反撃に転じた畑山のわずか一発のパンチでリングに沈む藤野という展開となった。（この際、スローモーション映像だった）
- 「IV」のオーディションで、梅宮成哲（現：梅宮哲）の隣に座っていた人物が梅宮に後ろ頭を叩かれ、「なにすんだよ！」と食ってかかり更に梅宮にねじ伏せられたが、反撃に出ようとした直後にダメージを受けているはずのない腹部を押さえて悶絶した。
- 「IV」のオーディションで、梅宮が同じ候補生達に向かい、「まとめてかかってこい!!」と叫ぶや一斉に候補生達が梅宮に襲い掛かったが、このシーンは事前に四期生候補者達（実はただの候補者役の出演者）と打ち合わせされていたものであった。事実、梅宮に飛びかかってきた候補生達は誰一人として梅宮に手を上げていない。この時、同じ四期生となることが決定されていた小谷伸也が先頭に立って梅宮に掴みかかっていたが、単に誰も梅宮に手を上げられない状況であることを見せ付けんがための演出であった。
- 「V」で、争いを止めに入ったスタッフらしき人物が五期生の権代裕典に台詞を教えているシーンがあった。これ以外にも、番組スタッフが台詞を教えているシーンが存在した。
- 「V」で、五期生に練習指示を出していたのは四期生の梅宮であった。同じ四期生が指導するのであればプロテストに落ちた梅宮などではなく、スパーリングで梅宮をも圧倒し、なおかつ四期生で唯一プロボクサー資格を得た白岩誠が行うはず。これはスポーツの世界では、ましてや格闘技であればあまりに不自然な光景である。あからさまにキャラクターの濃い梅宮の出番を、視聴率稼ぎのために作っていた。[注 12]
- 逮捕された五期生Tが番組内ではホストだと公言していたが、逮捕後の報道では実際は芸能プロダクションアルバイターであった。
- ファイトクラブ内で対立しているはずの一期生の網野と二期生の斉藤一平が、テレビ朝日系『おネプ!』に「立教大学アームレスリング同好会」のサークル員として一緒に出演していた。同じく番組内では対立しているはずの二期生の斉藤と四期生の梅宮が、沖縄の餅つき大会に仲良く招待されていた（当時の琉球新報にも掲載）[注 13]。
- 一期生の網野が、自らのブログ（旧ブログで現在は更新）で「ファイトクラブはやらせである」と語った。
- 二期生の藤野は、「やらせと思われたくなかったし、思いのままさせてもらった」と語っている。

大検ハイスクール・BE-BOP予備校
- オーディションにて、会場の周りで立哨していた警備員らは警備員の服装をした出演者だった。いかにも緊張した場であることをアピールするため、どのカメラにもやたらこの警備員達が映っている（なお、この光景は同種の人間が集まっていた「バリバリ伝説」の初回時には一切見られなかった）。
- 高校を卒業していないため、本来なら大学受験の出来ないK、T、N、Oの計4名の塾生が参加していた。大和はこの事に対し「お前ら、ホームラン級の馬鹿だな!」と発言した（4名の内、Nは後に辞退）。そもそも本来であれば、高卒または大検を取得していなければ、応募自体出来るはずがなく、仮に応募したとしても書類選考の時点で落とすのが自然であり、参加しているのはあり得ないシーンである。
- 山口がこの企画の3回目の放送で合宿を訪れた際、塾生の合宿生活の中での食事は何日間か経験しているのに対し、大和が恰も合宿生活初日時のように、授業終了時に夕食についての説明を塾生に対して行っていた。大和はこの事に対し、「メシ喰う時に『いただきます』が言えなかったらよ、メシ喰うな!!」と発言した。更に大和が「お前らもメシ喰ったら『ごちそうさま』だからな、それで自分の食器ぐらい自分で片付けろよ！」と塾生に注意したり、それに悪態をつく塾生の行為など合宿生活初日時のようなやり取りが見られた。

ラーメン道シリーズ
- 「I」でMが一人だけ遅れをとって周りに迷惑をかけたくないという理由で自宅のアパートに引きこもり、佐野がMを連れ戻そうとした際にアパートに鍵がかかっていなかった。そもそも、誰にも顔を合わせたくないのに部屋の鍵をかけていないというのは不自然である。
- 「III」で（ラーメンの経験者の理由で[注 14]）オーディションに落ちたN（後にラーメン道IIIの優勝者）、N、藤井の3人の熱意に根負けしてスタッフが会場の場所を教えたという理由で、その3人が次のロケに現れ入室まで許されただけでなく、Nはまるで用意してきてくれと言われていたかのごとくわざわざ自店の暖簾まで持参している。
- 「III」で落選し、後にラーメン道IIIの優勝者であるNが「一からやりなおす」と言って暖簾を折るシーンがあったが、後日発売された写真週刊誌に屋台と暖簾が写っていた記事があった。そもそも、落とされた者が暖簾を会場に持ち込むなど極めて不自然であり、予め『そこで暖簾を折ってください』という打ち合わせでもなければあり得ないシーンである。
- 「III」で最終決戦まで残った3期生の石塚和生[注 15]は、番組では「店を何店舗も持つ一流イタリアンシェフ」と紹介されていたが、後に石塚の著書『ありがとう。あなたがいてくれたから！』で「既に自分の店は破産手続きに入っており、別の店で一料理人として働いていたが、番組スタッフが突然店にやって来てスカウトを受けた」「佐野はオーディションの最後で『次回、その覚悟のある奴だけ来い！』と言っていたが、ADが（上記の3人を含め）9人に電話をかけて呼んだ」「ロケの際は、毎回TBSに集合してから事前打ち合わせを行い、そこからロケバスで向かっていた」「あらかじめストーリーは用意されていた」などと告白している。

その他の企画
- 「アイドル学院」の講師である笠木が、学院生のレベルが低いとして辞意を表明する場面。
- 「バリバリ伝説」において、初回放送に有名なレーサーが暴走族風の素人として参加した件。初回のオーディションに国際A級ライセンスを所有しているレーサーが参加して見事当選した。しかし、なぜかそのレーサーは2回目以降は登場しなかった。番組スポンサーも、ホンダからヤマハに替わった。最終的にはそのレーサーではないが、レース経験のある2名で番組が進み鈴鹿8耐への出場枠を獲得した。そのような醜態を繰り返したためほぼ全てのバイクファンから反感を買われ、鈴鹿8耐において番組は一般抽選による応援席を用意したが、応募者はほぼゼロだった。そしてバイク関係のメディアからも好意的に扱われることは無かった。なお、スポンサー変更時に新しいメンバーとして召集され、8耐に出場した（無論、暴走族風の容姿や言動を強制させられていた）。レーサーの中には、現在も現役レーサーとして活躍中である浜口喜博がいた。
- 「一日一善隊」において、成年向け漫画家の舞登志郎が江川達也の作品をほとんど読んだことが無いにもかかわらず、江川に憧れる芽の出ない漫画家志望者と偽らされて企画に参加させられていた。舞登は当時既に商業誌デビューを果たしており、成年向けの単行本も出していたが、このことは伏せられていた。その後、その様子を舞登によって詳細に漫画化され、やらせの証拠の一つとなった。
- 「ビジネス学院」で講義を受けた生徒がスーツを着て採用面接に赴いた際、受験先企業の面接官が柔らかい口調ながらも生徒に対し、その経歴などを指摘して「親の脛を齧って」などと挑発し、受験した生徒がその発言に対して「そんな言い方は無いんじゃないですかね」「だったら始めから（面接に）呼ばなければ良いじゃないですかね」などと反論するシーンが放送された。現実に、受験者を挑発する「圧迫面接」とよばれる行為が横行していたのは事実だが、取材カメラが入っている中で面接受験者を挑発するような発言を露骨に発したり、それに対して真っ向から反論するのは面接時の遣り取りとしては双方ともあまりにも不自然である（全国にテレビ放送されており、企業のイメージダウンに直接つながる恐れが在るので尚更）。また面接にはワイシャツは白色、若しくは薄い水色の物を着るのが常識であるが、生徒が着ていたのは黒色のワイシャツであり、面接時に着用するには余りにも常識から懸け離れている色調だったことからも、やらせの可能性が高いと考えられる。

### 苦情
前提として1990年代から2000年代前半のテレビはドキュメントバラエティやリアリティ番組が非常に多く、フジテレビ系で放送された『愛する二人別れる二人』では出演者が遺書にやらせがあったことを書き残して自殺するなど、TBSに限らず民放全体でのやらせや過剰演出の恒常化が社会問題にまで発展しており、強硬な苦情が来て初めて番組が娯楽向けの演出であると弁解することが多々あった。本番組に対しても、「やらせではないか」というTBSの番組審議会への問題提議やBPOへの苦情があった。
TBSならびに製作担当者は、これらの苦情に対して回答を拒否した。そして、本番組が台本に基づいて演出を施された娯楽番組であることについても明らかにしなかった。その後、後述の通りTBSは開き直り的な姿勢でやらせの事実を一切認めず、証拠隠滅的に番組を終了させ、直後に番組公式サイトも削除した。やらせがあった事実そのものを一切認めないというTBSの方針に基づきプロデューサー、総合演出などの主要スタッフに罰則的処分が下される事も無かった。
多く寄せられた苦情
- ダイエット学院での過酷なダイエット法。
- 大検ハイスクールで大和が塾生の髪を引っ張った後に水に濡らしたり、塾生達に「喧嘩しろ」と煽った後に腹を蹴る等の暴行。
- ラーメン道での佐野がスープを捨てたり、弟子にキレたり、水をかけたり、胸ぐらを掴むなどのパワハラそのものな場面。
- ファイトクラブシリーズでの体罰に等しい練習法。
- 晩餐会での口汚い罵倒合戦。
- 晩餐会でのカップルの破綻の誘発。および、それを期待するかのようなTOKIOの煽り。
- 日本一モテない男での参加者の独身男性いじめ。
- バリバリ伝説での参加者の経歴詐称。
- 大げさなナレーション原稿。

　※例えば「予想だにしない光景が！」「思いがけない事態に！」の先のシーンは、誰も驚くことのないような平凡な内容。
　※ファイトクラブIIの予告にて「次週、彼らをどん底に突き落とす！…」とされた次回では、一期生で唯一プロボクサーとなった宮崎太一が登場しただけであった。宮崎が一期生・二期生達とスパーリングを行い、ボクシング経験者である小松崎・箕浦康仁以外を圧倒したが、「どん底に突き落とす」どころか一期生・二期生達に良いきっかけを与えていた。

### PTAの評価
本番組は、日本PTA全国協議会において親が子供に見せたくない番組の上位にランクインされていた。
「子供とメディアに関する意識調査」内『親が子供に見せたくない番組』（日本PTA全国協議会主催）
- 2001年度：3位
- 2002年度：3位

## オープニング
多くのシンセサイザー、ミュージックシーケンサーなどの電子楽器とモニターがある中、エフェクターを触る白衣を着た男性と顔や首に何かをつけているアイマスクをした女性が映り、男性がつまみやボタンを押すと画面がフラッシュ。同時に女性が感電あるいは悶絶した状態が挿入され、男性が電子楽器のスイッチを押した直後にモニターが火花を散って大破。中年女性は怪獣のような野太い声を上げて気絶。そしてタイトルコールとともに破壊されたモニターが何故か修復し、画面には女性の口元を拡大した映像が映る。その後「WE DO THE JUSTICE」とアナウンスされ、CGで描かれたTOKIOのメンバーが表示される（クラフトワーク「人間解体」のアルバムジャケットのオマージュ）。「中年女性の持つパワーを最大限に引き出す実験」と説明されている。映像は薮内省吾監督。
放送開始初期は司会のTOKIOの顔がそれぞれアップされ、この番組の目的を語るシーンが冒頭に映るという演出だった。順番は以下の通り。
- 城島 「我々は...」※背景は青色。
- 山口 「この深刻な社会状況と...」※背景は水色。
- 国分 「真剣に格闘し...」※背景は黄色。
- 松岡 「苦しんでる人々を救う...」※背景は桃色。
- 長瀬 「正義の集団である。」※背景は橙色。

## 最終回
- 2003年に入り、番組自体のマンネリ化とやらせの事実が表面化し出してきたことにより、視聴率が下がり気味となったことと、TOKIOのイメージダウンにつながっていったこともあって[注 17]、それまでの「ファイトクラブ」をはじめとした過激な企画の一切を打ち切り、グルメ企画やドッキリ企画をメインとしたリニューアルを施したが、視聴率はさらに低下した。また、前述の通りTBSがBPOからの質問に対して回答を拒否した上でやらせの事実を一切認めず、番組を同年7月29日をもって放送終了した。
- 最終回はこれまでの企画を振り返る内容で、2週にわたって放送。各企画の参加者の近況報告なども盛り込まれた。また、ファイトクラブ4期生・梅宮が近況報告しようとした時には会場に居た不良達から挑発や野次が飛び、それを諌めた竹原と不良達との間で一触即発の乱闘騒ぎが起きた。最後は大和の歌で別れを告げた後、開始当初のエンディングテーマである「Yesterday's」が流れるエンドロールがあり、その後「ガチンコ死すとも、ガチ魂死せず」というテロップが出た。その後、最後のメッセージとして赤い幕が降ろされ、モザイクが施されたメッセージが記された白いパネルのようなものが現れてCMに入ったが、CM明けにその白いパネルのメッセージ部分は「ガチンコ！は永遠に不滅だ！」と表記されていた。

### 番組終了後
- 漫才道の講師を務めた巨人は、「やらせはしない、認めない」「漫才師は上下関係がしっかりしているから出演者同士の喧嘩は起きない」ということを番組スタッフに宣言しており、これを聞いた出演者達は巨人へのリスペクトもあって、実際にトラブルを起こさなかった。しかし番組ディレクターの中井康二はそれが気に喰わず（トラブルが起きないと視聴率が取れないため）、「ハイ、面白くない映像いただきましたー。視聴率が下がると思いますが、放送させていただきまーす」、と（オール巨人には文句が言えないため）若手お笑い芸人達に対し散々嫌味を言っていた。オール巨人は後に出版した自身の著書[15] で「態度の悪い芸人が別番組では真面目な好青年であり、やらせと確信した」「その後もやらせを要求され、激怒した」と記している。
- 2010年4月からTBSラジオで放送されている水曜JUNK山里亮太の不毛な議論のオープニングトークでは、ガチンコ漫才道の裏側と思い出話がたびたび登場する。それによると、
  - 漫才道の出演者であった山里亮太はTBSと険悪になることを恐れ、また有名になるきっかけを作ったことから恩義を感じているので「演出」とややはぐらかして本番組に触れている。
  - 足軽エンペラー時代山里の相方だった西田は、一般人だった頃は暴走族のヘッドを務めていた。普段は西田よりも礼儀正しく人間ができていた山里だが、漫才の打ち合わせや反省会では毎回キツい駄目だしを西田にしていたという。そしてある日の反省会にてついに西田の我慢が限界に達し、突如壁に拳をぶつけ怒りを露にした。これを機にコンビ仲は急速に悪くなり、最終的には西田から自転車を投げつけられるほど山里は憎まれてしまい、恐れをなしてコンビ解散となった。解散の別れ際、山里は西田から「山ちゃんは才能あるからさ、絶対辞めんなよ！」と励まされたらしいが、後年「足軽エンペラーを復活させたら?」とあるリスナーからメールが来ると「元相方（西田）が俺（山里）との再会を拒絶している（≒それだけ憎まれている）」と返していた。
  - 漫才道の優勝賞品は「冠特番」と「単独ライブ」だった。しかし、漫才道の企画は視聴率が低く[注 18]番組サイドから邪魔者扱いになっていたため、単独ライブは場所だけを確保して「後はお好きにどうぞ」というスタンスをとり、その結果観客は数人しか来ず、山里の耳に聞こえてきたのはADの寝息だけだった。また冠番組もプライムタイムを約束していたがどんどんずれていき、最終的には放送開始時間は深夜3時すぎだった。
  - その後、南海キャンディーズ結成後に再び特別番組に呼ばれた山里は、控え室を訪ねてきた中井ディレクターから「お前、面白いこと言えんのか?!」と聞かれ「言えます」としどろもどろに返した。中井は「わーってる（分かってる）よ! 今のお前なら大丈夫だからよ!!」と言って楽屋を去ったが、このやり取りを見た相方のしずちゃん（山崎静代）が「えらく失礼なディレクターやな」とぼやいたという。山里自身は、当時のことを自分なりに割り切っている様子で、今では中井がいい人だと思えるようになっているし、楽屋から去っていった様子も今思い返すと格好良く見えてくるようにもなった、とも発言している。
- ファイトクラブのコーチであった竹原は、「やらせは一切無い」と自ら反論し、台本とやらせの存在自体を完全に否定している。畑山も『天才・たけしの元気が出るテレビ!!』のボクシング予備校を例に挙げ「練習生を実力重視で選べば最低でも日本チャンピオンを輩出できた。それだけの逸材を集められる影響力を持っていた番組だったのにバラエティ映えで練習生を決めたのは勿体無かった」と発言している。
- 竹原は自身の公式YouTubeチャンネル『竹原テレビ』で、ファイトクラブに出演していた当時の練習生とトークをすることがある。
- 大検ハイスクール及びBE-BOP予備校塾長の塾長だった大和は元々当番組に出演する気はなかったが、のちに「（当時ほぼ無名だった）自分の名前と道場の名が一気に有名になり、自然と注目されるようになるのでは」と捉え、出演を決意したという。また、スタッフからは「自由にやってください」と伝えられ、「セリフ通りとかにできてれば、はっきり言った話、俺は役者やってるから。演じれないんだよ。“編集”あっての俺だから」と台本とやらせについては気にしていない模様である[16]。

## エンディングテーマ
全てTOKIOの楽曲。
- 「Yesterday's」（最終回もこの曲が使われた）
- 「恋に気づいた夜」
- 「カンパイ!!」
- 「GREEN」

## この番組により登場した有名人など
- 網野泰寛…ガチンコ・ファイトクラブ1期生。現在は華道家。
- 斉藤一平…ガチンコ・ファイトクラブ2期生。現在は俳優。
- 山中司…ガチンコ・ファイトクラブ3期生。現在も現役プロボクサー。
- 梅宮哲…ガチンコ・ファイトクラブ4期生。番組終了後は俳優業の傍ら、飲食店オーナーも務めていた（現在は廃業）。
- 石塚和生…ガチンコラーメン道3期生。現在はラーメン専門店「DueItalian」オーナー。

## スタッフ
- ナレーション：垂木勉
- 構成：おちまさと、都築浩、鮫肌文殊、樋口卓治、渡辺哲夫、遠藤みちスケ、堀江利幸、鈴木しげき / 武田郁之輔、望月佐一郎
- リサーチ：フリード、フォーミュレーション、ニューズクリエイト
- 技術プロデューサー：両角誠、田熊克二
- SW：障子川雅則
- カメラ：元木宏、坂本逸朗、樋地秀雄、小林重徳
- 照明：星野仁志
- 音声：長谷川輝彦、藤田勝巳、大関満朗
- VE：藤崎康広、高山昌樹、東海林学
- 美術プロデューサー：中嶋美津夫
- 美術デザイン：高松浩則、中村綾香、坂根洋子
- 美術制作：渡邊秀和、佐藤隆男、与田滋
- 装置：淵脇臣吉、加来勇二、佐藤恵美
- 装飾：増田豊、高橋啓三、川原栄一、門間誠
- 電飾：斉藤貴之、真鍋明
- 衣裳：軽石真央
- 持道具：貞中照美
- メイク：アートメイク・トキ
- オープニングCG：薮内省吾、バンザイタカシ
- 編集：米山滋、村上健太郎、佐藤基紀、山中陽子、小岩拓也 / 前田純和、宮本康弘、加福大、石川哲、伊藤和幸、加藤昭信
- MA：村山巧、並木丈治、山下知康 / 前島真一、湯井浩司、佐々木美郷
- 音効：石川良則
- TK：南田めぐみ
- ホームページ制作：システム四季
- 宣伝：小林久幸/岡崎潤司、宮本和幸
- デスク：渡辺香織
- AD：勝田拓也、荒井美妃、田島優、塩谷泰孝、小岩井佑樹、中西正太、尾熊操、藤井敏嗣、高橋良郎、青木剛、桃澤準、新井伴英、大橋友寛、水口健司、池田五月、石原牧子、橋本慎司、小柳芳夫
- AP：鈴木愛子
- ディレクター：重藤尚志、佐藤実、住田崇、大松雅和、馬場哉、曵地伊智朗、三島圭太、田島浩之、田口健介 / 土井聡司、岡村勝久、中山幹雄、中井康二、坂本義幸
- チーフディレクター：津留正明
- 総合演出：合田隆信（初期〜中期） → 津留正明（後期）
- プロデューサー：吉田裕二（初期〜中期）→ 合田隆信（後期）/ 石野美知江
- 技術協力：八峯テレビ、オムニバスジャパン、ザ・チューブ、TAMCO、SPOT
- 美術協力：アックス
- 協力：ジャニーズ事務所
- 制作協力：ハウフルス
- 制作：TBSエンタテインメント
- 製作著作：TBS